# Rubus glaucovirens
Rubus glaucovirens är en rosväxtart som beskrevs av Maass.. Rubus glaucovirens ingår i släktet rubusar, och familjen rosväxter.

## Underarter
Arten delas in i följande underarter:
- R. g. siemianicensis
- R. g. bresiensis